# Förenade demokratiska samlingsstyrkorna
Förenade demokratiska samlingsstyrkorna, l'Union des Forces Démocratiques pour le Rassemblement (UFDR) är en rebellgrupp i Centralafrikanska republiken, bildad i september 2006 av trupper som varit med om att föra president François Bozizé till makten men som ansåg sig förfördelade av denne.
UFDR har sin bas och huvudsakliga stöd bland gulafolket i Vakaga- och Haute Kotto-provinserna, i de nordöstra delarna av landet som anses ekonomiskt och politiskt diskriminerade av centralregeringen. Ordförande för UFDR är Michel Am Nondroko Djotodia och militär ledare är Damane Zacharia, bättre känd som kapten Yao.
Den 13 april 2007 skrev UFDR under ett fredsavtal med regeringsföreträdare i Birao.
Avtalet lovade amnesti åt UFDR-soldater, förberedelser för dessas inlemmande i landets försvarsmakt och erkännande av UFDR som ett politiskt parti.

Förverkligandet av detta har dock gått långsamt och interna motsättningar inom rörelsen har lett till splittring och bildandet av utbrytargrupper.
I februari 2022 "massakrerades Zakaria Dramane, grundare av Union of Democratic Forces for Unity (UFDR) och ex-Séléka-medlem av ryska legosoldater". Detta indikeras av ett pressmeddelande från Patriotic Rally for the Renewal of the Central African Republic (RPRC).